# サクマ式ドロップス

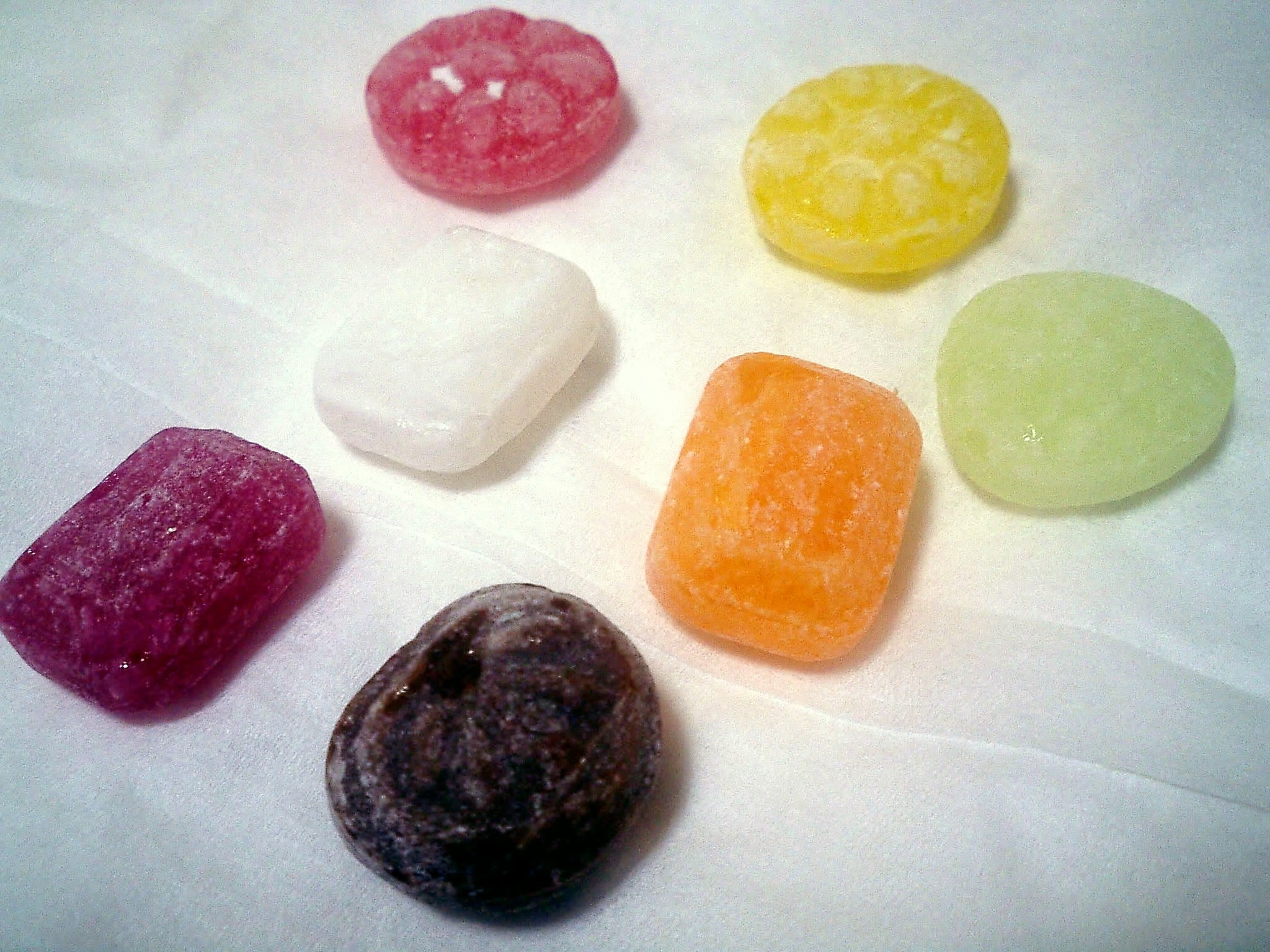
佐久間製菓 サクマ式ドロップス

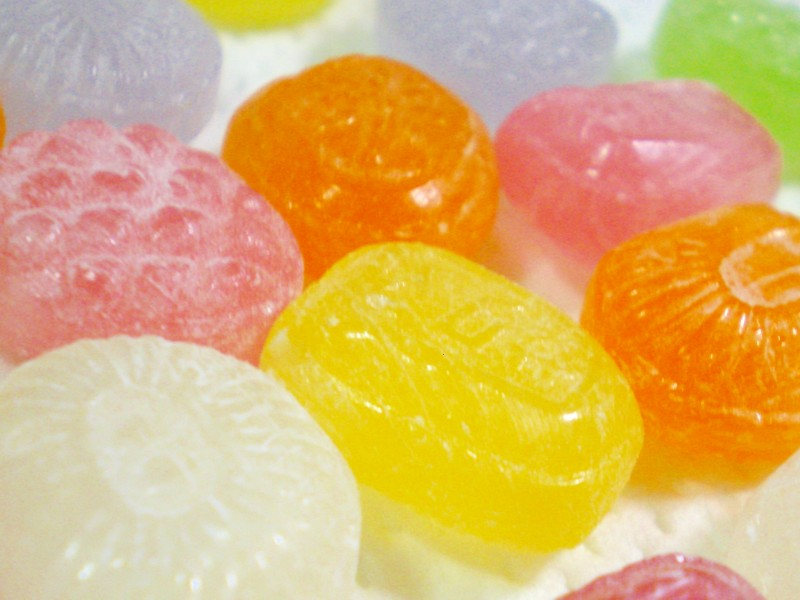
サクマ製菓 サクマドロップス

サクマ式ドロップス（サクマしきドロップス）は、かつて佐久間製菓株式会社から販売されていたドロップの商標である。本項では、サクマ製菓株式会社から発売されているサクマドロップスについても解説する。

## サクマ式ドロップスとサクマドロップス
1908年（明治41年）、佐久間惣次郎商店（後の佐久間製菓株式会社）が「サクマ式ドロップス」の発売を開始し、1913年（大正2年）には缶入りでの発売を始めた。それまで日本で作られていたドロップと異なり、クエン酸を使ったこの商品には「夏でも溶けにくい」「見た目に透明感がある」等の特徴があった。同社は創業経営者である佐久間の没後に不況のため経営が傾いたが、取引先から山田弘隆を招聘して役員に据え再建を果たした。1937年（昭和12年）には山田自身が社長に就任している。
太平洋戦争による物資不足により、砂糖の供給が停止したことや企業整備令が施行されたことなどを受けて、1944年（昭和19年）に同社は廃業した。終戦後、同社の番頭格だった横倉信之助が豊島区池袋にて佐久間製菓を興し、一方で山田の三男が渋谷区恵比寿にてサクマ製菓を興した。この2社が裁判で争った結果、佐久間製菓が「サクマ式ドロップス」の商標を使うことが認められ、サクマ製菓はその社名を名乗ることが認められた。なお、「サクマ式ドロップス」の商標（日本第92242号）は、後に佐久間製菓・サクマ製菓両者が共同所有する形を取っている。
原材料価格の高騰や新型コロナウイルス感染症などの影響により、サクマ式ドロップスを販売する佐久間製菓は、2023年1月20日に廃業することを発表した。
サクマ式ドロップス(Sakuma's Drops)
池袋の「佐久間製菓」から販売されていた。容器には赤色の缶などが使われており、マークには菱形にヨットの絵が描かれている。
サクマドロップス(Sakuma Drops)
恵比寿の「サクマ製菓」（後に目黒区へ移転）から発売されている。容器には緑色の缶などが使われており、マークには王冠とヨットの絵、「サクマ製菓」「しぶや」の文字が描かれている。

## 味
サクマ式ドロップスイチゴ、レモン、オレンジ、パイン、リンゴ、ハッカ、ブドウ、チョコ
サクマドロップスイチゴ、レモン、オレンジ、パイン、リンゴ、ハッカ、スモモ、メロン

## 関連商品
ここでは、サクマ式ドロップスと同じ缶入りの商品について扱う。

### 佐久間製菓株式会社
- 非常・携帯用 サクマ式ドロップス
- サクマ式 かんきつ ドロップスビタミンC入り
- サクマ式 ハッカドロップス
- SAKUMA'S Moomin CANDY

### サクマ製菓株式会社
- HOKKAIDOスイートチョコレートドロップス
- 北海道 とうきびドロップス
- 富良野ラベンダードロップス
- 夕張メロンドロップス
- みちのくりんごドロップス
- 伊豆・箱根 みかんドロップス
- 甘くておいしい 信州りんごドロップス
- ブルーベリードロップス
- 巨峰ドロップス
- ベッコウ飴 キャンデー
- 抹茶ドロップス 京都宇治抹茶使用
- 白桃ドロップス
- 紅茶 のど飴
- さくらドロップス 京都限定

## 類似商品
- Meiji フルーツドロップ（販売：明治製菓株式会社）
- スヌーピータウン CANDY!!（販売：明治製菓株式会社）
- スヌーピータウン SNOOPY CANDY（販売：明治製菓株式会社）
- UMIHOTARU フルーツドロップ（販売：明治製菓株式会社）
- 山形特産 ラ・フランスドロップス（販売：タカチホ株式会社）
- 甘くておいしい山形 さくらんぼドロップス（販売：タカチホ株式会社）
- ハローキティドロップ 伊豆（販売：株式会社げんよう）
- ハローキティドロップ 信州（販売：株式会社げんよう）
- ハローキティ ラベンダードロップ（販売：株式会社北海道観光物産興社）
- 摩周ハッカドロップス（販売：札幌グルメフーズ）
- 20世紀梨ドロップス 鳥取特産（販売：宝販売株式会社）
- HELLO KITTY CANDY （販売：株式会社サンリオ SKM）
- 山口特産 萩夏みかんドロップス （販売：山口宝株式会社）

## 『火垂るの墓』復刻版
スタジオジブリによるアニメ映画『火垂るの墓』（1988年公開、高畑勲監督）の小道具として使われた。これにより、サクマ式ドロップスが再注目される事となり、アニメファンの要望に応える形で、映画に登場したデザインを再現したサクマ式ドロップス復刻版が佐久間製菓株式会社より発売された。缶には当時のままに創業明治四十一年と記され、裏面には『火垂るの墓』のキャラクターである節子のイラストが加えられている。
2008年には実写映画版『火垂るの墓』の公開、およびサクマ式ドロップス誕生100周年を記念して、戦時中のデザインを再現した復刻版が佐久間製菓株式会社より発売された。

## コラボレーション商品
- お菓子なパズル サクマドロップス - ハナヤマから発売。パッケージを模したパズル。